# Jakub al-Haddād z Ghazīru
Khalīl al-Haddād, OFM Cap., řeholním jménem Jakub z Ghazīru (1. února 1875, Ghazir – 26. června 1954, Bejrút) byl libanonský římskokatolický kněz a řeholník kapucínského řádu, zakladatel kongregace Sester františkánek od Kříže z Libanonu. Katolické církev jej uctívá jako blahoslaveného.

## Život
Narodil se dne 1. února 1875 v Ghazíru v Libanonu jako třetí z osmi dětí. Jeho rodiče Butrus Saleh al-Haddad a Shams Yoakim el-Haddad byli maronitští katolíci. Pokřtěn byl dne 21. února 1875 v maronitském kostele v jeho rodném městě a 9. února 1881 přijal svátost biřmování.
Mezi lety 1885–1891 navštěvoval školu v Ghazíru, poté studoval v Bejrútu, se učil kromě francouzštiny a syrštiny také arabštinu.
V roce 1892 opustil Libanon a v letech 1892–1893 sloužil jako učitel arabštiny na křesťanské škole v Alexandrii v Egyptě, kde cítil silné volání k řeholnímu životu. Roku 1893 se vrátil domů, aby informoval svého otce o svém rozhodnutí vstoupit do kapucínského řádu, s čímž jeho otec zpočátku nesouhlasil, ale později jeho přání přijal. Dne 25. srpna 1893 vstoupil do Řádu menších bratří kapucínů a přijal řeholní jméno na počest sv. Jakuba z Marches. Dne 26. března 1894 přijal řeholní oděv. Roku 1898 v řádu složil své doživotní řeholní sliby.
Kněžské svěcení přijal dne 1. listopadu 1901 v Bejrútu. Působil a žil poté v klášteře v Bejrútu. Zakládal kostely a nemocnice a angažoval se v dalších dobročinných aktivitách. Mezi lety 1903–1914 sloužil jako potulný kazatel a byl proto někdy nazýván „apoštolem Libanonu“. Roku 1905 byl jmenován ředitelem všech zde kapucíny spravovaných škol.
Od roku 1918 organizoval spolu se spolubratry vývařovny, ve kterých bylo denně vydáváno až 8 000 jídel. Podnikl cestu do Lurd, do Assisi a do Říma, kde se na soukromé audienci setkal s papežem sv. Piem X. Roku 1919 koupil pozemek na kopci Jall-Eddib severně od Bejrútu a vystavěl zde mariánskou kapli a opodál kříž. V Libanonu zavedl III. řád svatého Františka. Roku 1919 založil školu svatého Františka v Jall-Eddib.
Roku 1930 založil ženskou řeholní kongregaci Sester františkánek od Kříže z Libanonu, jejíž členky mají za poslání péči o staré a handicapované. Se zakládáním kongregace mu pomohla jeho spolupracovnice sestra Marie Zougheib. Roku 1933 otevřel dívčí sirotčinec a nemocnici pro postižené dívky v Dier el-Qamar. Roku 1948 otevřel nemocnici Panny Marie pro staré a trpící chronickými nemocemi. Roku 1950 také otevřel dům pro žebráky a tuláky. Pro své aktivity byl již známý po celém Libanonu. Dochovalo se mnoho spisů jeho kázání, která pronesl v Íránu a Palestině, kázal také v Sýrii a Iráku. Založil také ještě další nemocnice a dobročinné instituce.
Od prezidenta Libanonu Émile Eddého obdržel dne 5. ledna 1938 Palmovou medaili za zásluhy, prezident Bechara El Khoury mu dne 2. června 1949 udělil Zlatou medaili za zásluhy a poté 26. listopadu 1951 II. stupeň medaile libanonských cedrů.
Zemřel na leukemii dne 26. června 1954 v Bejrútu v 15:00, držíc v rukou krucifix. Před smrtí trpěl problémy se zrakem. Prezident Alfred Naqqache mu posmrtně udělil Zlatou medaili libanonských cedrů I. stupně.

## Úcta
Jeho beatifikační proces započal dne 24. února 1979, čímž obdržel titul služebník Boží. Dne 21. prosince 1992 jej papež sv. Jan Pavel II. podepsáním dekretu o jeho hrdinských ctnostech prohlásil za ctihodného. Dne 17. prosince 2007 byl uznán zázrak na jeho přímluvu, potřebný pro jeho blahořečení.
Blahořečen pak byl dne 22. června 2008 na Place des Martyrs v Bejrútu. Obřadu předsedal jménem papeže Benedikta XVI. kardinál José Saraiva Martins.
Jeho památka je připomínána 26. června. Bývá zobrazována v řeholním oděvu. Je patronem jím založené kongregace.